# Городенка (приток Нарвы)
Городенка (Добрина, канал Городенка, канал Добрина; эст. Gorodenka oja, Dobrina kraav) — канализированная река на северо-востоке Эстонии, течёт по территории волости Алутагузе в уезде Ида-Вирумаа. Левый приток верхнего течения Нарвы.
Длина Городенки составляет 18,5 км (по другим данным — 21 км). Площадь водосборного бассейна равняется 119,8 км² (по другим данным — 92 км²).
Начинается от сети мелиоративных канав в 4,5 км южнее деревни Куремяэ. На всём протяжении преобладающим направлением течения является восток. Впадает в Нарву на высоте 25,3 м над уровнем моря у деревни Кунингакюла.
В 7,6 км от устья Городенки в неё слева впадает ручей Пухату.